# Скарамелла, Марио
Марио Скарамелла (итал. Mario Scaramella; р. 23 апреля 1970, Неаполь) — итальянский правовед, адвокат, бывший консультант действовавшей в 2002—2006 годах итальянской парламентской комиссии, расследовавшей деятельность советских спецслужб в Италии в период холодной войны. Имел деловые отношения с бывшим российским агентом ФСБ Александром Литвиненко.
Работал в качестве следователя и советника «Комиссии Митрохина», созданной итальянской партией Forza Сильвио Берлускони для изучения обстоятельств данного дела и расследования связей между политическими противниками Берлускони, в том числе соперничающего претендента на пост премьер-министра (позднее премьер-министра) Романо Проди и КГБ. Скарамелла обвинялся в сговоре с председателем комиссии Паоло Гуццанти в даче ложных показаний о связях Проди с КГБ.
Проди заявил, что намерен подать в суд за обвинения.
В настоящее время Скарамелла находится под следствием итальянского департамента юстиции в связи с клеветой и незаконной торговлей оружием,
обвинения, на которые Скарамелла ответил в ходе интервью, данных изданию L'Espresso.
Во время работы комиссии Митрохина, Скарамелла заявил, что бывший украинский агент КГБ, проживающий в Неаполе, Александр Талик, с тремя другими сообщниками-украинцами покушался на него и сенатора Гуццанти. Украинцы были арестованы, но Талик утверждал, что Скарамелла придумал историю о покушении, которая являлась клеветой на него. Также Талик утверждал, что гранаты, отправленные ему в Италию, на самом деле отправлял сам Скарамелла.